# 100 mètres haies aux Jeux olympiques d'été de 2012
Navigation
Pékin 2008 Rio 2016
L'épreuve du 100 m haies aux Jeux olympiques de 2012 a eu lieu les 6 et 7 août dans le Stade olympique de Londres.
Les limites de qualifications étaient de 12 s 96 (limite A) et 13 s 15 (limite B).

## Records
| Record du monde  | 12 s 21 | Yordanka Donkova | Bulgarie  | 20 août 1988 | Stara Zagora |
| Record olympique | 12 s 35 | Sally Pearson    | Australie | 7 août 2012  | Londres      |

## Médaillées
| Or            | Argent      | Bronze       |
| Sally Pearson | Dawn Harper | Kellie Wells |

## Résultats

### Finale (7 août)
| Rang                                | Ligne | Athlète         | Nationalité | Temps   | Notes |
| ----------------------------------- | ----- | --------------- | ----------- | ------- | ----- |
| Médaille d'or, Jeux olympiques      | 7     | Sally Pearson   | Australie   | 12 s 35 | OR    |
| Médaille d'argent, Jeux olympiques  | 4     | Dawn Harper     | États-Unis  | 12 s 37 | PB    |
| Médaille de bronze, Jeux olympiques | 5     | Kellie Wells    | États-Unis  | 12 s 48 | PB    |
| 4                                   | 2     | LoLo Jones      | États-Unis  | 12 s 58 | SB    |
| 5                                   | 3     | Phylicia George | Canada      | 12 s 65 | =PB   |
| 6                                   | 8     | Jessica Zelinka | Canada      | 12 s 69 |       |
| 7                                   | 9     | Beate Schrott   | Autriche    | 13 s 07 |       |
| -                                   | 6     | Nevin Yanıt     | Turquie     | DSQ     | DSQ   |

### Demi-finales (7 août)
Les deux premières de chaque course ainsi que les athlètes suivantes avec les deux meilleurs temps se sont qualifiées pour la finale.
| Rang | Athlète               | Nationalité | Temps   | Notes |
| ---- | --------------------- | ----------- | ------- | ----- |
| 1    | Dawn Harper           | États-Unis  | 12 s 46 | Q, PB |
| 2    | Beate Schrott         | Autriche    | 12 s 83 | Q     |
| 3    | Shermaine Williams    | Jamaïque    | 12 s 83 |       |
| 4    | Alina Talay           | Biélorussie | 12 s 84 |       |
| 5    | Yekaterina Galitskaya | Russie      | 12 s 90 |       |
| 6    | Nikkita Holder        | Canada      | 12 s 93 |       |
| 7    | Carolin Nytra         | Allemagne   | 13 s 31 |       |
|      | Reïna-Flor Okori      | France      | DQ      | FS    |

| Rang | Athlète          | Nationalité     | Temps   | Notes |
| ---- | ---------------- | --------------- | ------- | ----- |
| 1    | Sally Pearson    | Australie       | 12 s 39 | Q, SB |
| 2    | Jessica Zelinka  | Canada          | 12 s 66 | Q     |
| 3    | Lolo Jones       | États-Unis      | 12 s 71 | q     |
| 4    | Tiffany Porter   | Grande-Bretagne | 12 s 79 |       |
| 5    | Derval O'Rourke  | Irlande         | 12 s 91 | =SB   |
| 6    | Yuliya Kondakova | Russie          | 13 s 13 |       |
| 7    | Eline Berings    | Belgique        | 13 s 26 |       |
| 8    | Ivanique Kemp    | Bahamas         | 13 s 56 |       |

| Rang | Athlète            | Nationalité        | Temps   | Notes |
| ---- | ------------------ | ------------------ | ------- | ----- |
| 1    | Kellie Wells       | États-Unis         | 12 s 51 | Q, SB |
| 2    | Nevin Yanıt        | Turquie            | DSQ     | DSQ   |
| 3    | Phylicia George    | Canada             | 12 s 65 | q, PB |
| 4    | Tatyana Dektyareva | Russie             | 12 s 75 | SB    |
| 5    | Lucie Škrobáková   | République tchèque | 12 s 81 | SB    |
| 6    | Anne Zagré         | Belgique           | 12 s 94 |       |
| 7    | Cindy Roleder      | Allemagne          | 13 s 02 |       |
|      | Marzia Caravelli   | Italie             | abandon |       |

### Séries (6 août)
Les trois premières de chaque série ainsi que les athlètes suivantes avec les six meilleurs temps se sont qualifiées pour les demi-finales.
| Rang | Athlète         | Nationalité     | Temps   | Notes |
| ---- | --------------- | --------------- | ------- | ----- |
| 1    | Alina Talay     | Biélorussie     | 12 s 71 | Q, PB |
| 2    | Jessica Zelinka | Canada          | 12 s 75 | Q     |
| 3    | Tiffany Porter  | Grande-Bretagne | 12 s 79 | Q     |
| 4    | Anne Zagré      | Belgique        | 13 s 04 | q     |
| 5    | Marina Tomić    | Slovénie        | 13 s 10 |       |
| 6    | Rosvitha Okou   | Côte d'Ivoire   | 13 s 62 | SB    |
| 7    | Ayako Kimura    | Japon           | 13 s 75 |       |
|      | Rahamatou Drame | Mali            | Abandon |       |

| Rang | Athlète               | Nationalité          | Temps        | Notes |
| ---- | --------------------- | -------------------- | ------------ | ----- |
| 1    | Beate Schrott         | Autriche             | 13 s 09      | Q     |
| 2    | Eline Berings         | Belgique             | 13 s 46      | Q     |
| 3    | Ivanique Kemp         | Bahamas              | 13 s 51      | Q     |
| 4    | Seun Adigun           | Nigeria              | 13 s 56      |       |
| 5    | Anastassiya Pilipenko | Kazakhstan           | 13 s 77      |       |
| 6    | Lecabela Quaresma     | Sao Tomé-et-Principe | 14 s 56      | SB    |
|      | Jessica Ennis         | Grande-Bretagne      | Non partante |       |
|      | Latoya Greaves        | Jamaïque             | Non partante |       |

| Rang | Athlète             | Nationalité        | Temps   | Notes |
| ---- | ------------------- | ------------------ | ------- | ----- |
| 1    | Kellie Wells        | États-Unis         | 12 s 69 | Q     |
| 2    | Tatyana Dektyareva  | Russie             | 12 s 87 | Q     |
| 3    | Lucie Škrobáková    | République tchèque | 13 s 01 | Q, SB |
| 4    | Cindy Roleder       | Allemagne          | 13 s 06 | q     |
| 5    | Shermaine Williams  | Jamaïque           | 13 s 07 | q     |
| 6    | Lina Florez         | Colombie           | 13 s 17 |       |
| 7    | Natalya Ivoninskaya | Kazakhstan         | 13 s 48 |       |
| 8    | Marthe Koala        | Burkina Faso       | 13 s 91 | PB    |

| Rang | Athlète               | Nationalité  | Temps   | Notes |
| ---- | --------------------- | ------------ | ------- | ----- |
| 1    | Nevin Yanıt           | Turquie      | 12 s 70 | Q     |
| 2    | Dawn Harper           | États-Unis   | 12 s 75 | Q     |
| 3    | Yekaterina Galitskaya | Russie       | 12 s 89 | Q     |
| 4    | Derval O'Rourke       | Irlande      | 12 s 91 | q, SB |
| 5    | Nikkita Holder        | Canada       | 12 s 93 | q     |
| 6    | Brigitte Merlano      | Colombie     | 13 s 21 | SB    |
| 7    | Jung Hye-Lim          | Corée du Sud | 13 s 48 |       |
| 8    | Jeimy Bernárdez       | Honduras     | 14 s 36 |       |

| Rang | Athlète               | Nationalité            | Temps   | Notes |
| ---- | --------------------- | ---------------------- | ------- | ----- |
| 1    | Sally Pearson         | Australie              | 12 s 57 | Q     |
| 2    | Reïna-Flor Okori      | France                 | 13 s 01 | Q     |
| 3    | Carolin Nytra         | Allemagne              | 13 s 30 | Q     |
| 4    | Anastasiya Soprunova  | Kazakhstan             | 13 s 40 |       |
| 5    | Sonata Tamošaitytė    | Lituanie               | 13 s 59 |       |
| 6    | Lavonne Idlette       | République dominicaine | 13 s 60 |       |
| 7    | Dipna Lim Prasad      | Singapour              | 14 s 68 | SB    |
| 8    | Silvia Panguana       | Mozambique             | 14 s 68 | PB    |
|      | Ekaterina Poplavskaya | Biélorussie            | abandon |       |

| Rang | Athlète                | Nationalité        | Temps   | Notes |
| ---- | ---------------------- | ------------------ | ------- | ----- |
| 1    | Lolo Jones             | États-Unis         | 12 s 68 | Q, SB |
| 2    | Phylicia George        | Canada             | 12 s 83 | Q     |
| 3    | Marzia Caravelli       | Italie             | 13 s 01 | Q     |
| 4    | Yuliya Kondakova       | Russie             | 13 s 10 | q     |
| 5    | Sun Yawei              | Chine              | 13 s 26 |       |
| 6    | Noemi Zbären           | Suisse             | 13 s 33 |       |
| 7    | Brigitte Foster-Hylton | Jamaïque           | 13 s 98 |       |
| 8    | Odile Ahouanwanou      | Bénin              | 14 s 76 | NR    |
| 9    | Bibiana Olama          | Guinée équatoriale | 14 s 18 | PB    |

## Légende
Records et Performances
- AR : Record continental (area record)
- CR : Record des championnats (championship record)
- MR : Record du meeting (meet record)
- NR : Record national (national record)
- OR : Record olympique (olympic record)
- PR : Record paralympique (paralympic record)
- PB : Record personnel (personal best)
- SB : Meilleure performance personnelle de la saison (season's best)
- WL : Meilleure performance mondiale de l'année (world leader)
- WJR : Record du monde junior (world junior record)
- WR : Record du monde (world record)

Circonstances et Conditions
- DNF : N'a pas terminé (did not finish)
- DNS : N'a pas pris le départ (did not start)
- DQ : Disqualification (disqualification)
- NM : Aucun essai valable enregistré (No Mark)
- Q : Qualifié « directement » au prochain tour (ou à la prochaine compétition), lors d'une compétition majeure, grâce au classement ou à la réalisation des minima (automatic qualifier)
- q : Qualifié au prochain tour (ou à la prochaine compétition), lors d'une compétition majeure, grâce au repêchage ou à la réalisation de l'une des meilleures performances parmi celles des « non qualifiés directement » (grâce au meilleur temps ou à la meilleure distance par exemple) (secondary qualifier)